# Craidorolț (gmina)
Craidorolț – gmina w Rumunii, w okręgu Satu Mare. Obejmuje miejscowości Craidorolț, Crișeni, Eriu-Sâncrai, Satu Mic i Țeghea. W 2011 roku liczyła 2215 mieszkańców.